# Шах Джахан II
Шах Джахан II (*1696 —19 вересня 1719) — 11-й падишах з династії Великих Моголів з 6 червня до 19 вересня 1719 року.

## Життєпис
Був сином шах-заде Рафі-уш-шана та онуком падишаха Бахадур-шаха I. Після зречення 6 червня 1719 року свого зведеного брата Рафі-уд-Дарджата отримав трон падишаха. Проте усім керувати Хасан та Хусейн Сеїди. Падишах навіть не мав права виходити на межі Червоного форту в Делі. За час його номінального володарювання відбулося повстання дядька Неку-сіяра в Агрі, яке було швидко придушено. При цьому брати Сеїди сильно пограбували місто, зокрема й Тадж Махал.
Шах Джахан II раптово помер 19 вересня 1719 року, не залишивши спадкоємців. Брати Сеїди обрали падишахом двоюрідного брата померлого Насир-уд-діна (став падишахом під ім'ям Мухаммад Шах).